# Villers-sur-Port
Villers-sur-Port è un comune francese di 208 abitanti situato nel dipartimento dell'Alta Saona nella regione della Borgogna-Franca Contea.

## Società

### Evoluzione demografica
Abitanti censiti